# FS ALn 556
L'autorail FS ALn 556 série 1200 est un autorail à moteur diesel conçu et construit par Fiat Ferroviaria pour le transport rapide des voyageurs sur le réseau des FS Ferrovie dello Stato et d'autres sociétés privées avec concessions de chemin de fer dans les années 1940. Cet autorail est l'évolution naturelle du premier autorail construit au monde par Fiat Ferroviaria, les fameux FS ALb 56 et FS ALn 56. Comme souvent en Italie, le même matériel ferroviaire est produit par plusieurs constructeurs. Une série ALn 556 a été fabriquée par Breda C.F. et immatriculées ALn 556.2200. Les autorails du groupe ALn 556 sont couplables en unités multiples (UM) entre éléments du même constructeur. 

## Histoire

### Les ALn 556.1200 FIAT
Les autorails du groupe ALn 556, immatriculés par les FS Chemins de fer italiens, sous les numéros 1200 à 1299, avec comme le veut le système de codification des FS, 1 pour Fiat, 2 pour Breda et 3 pour OM, représentent l'évolution de la première génération d'autorails qu'étaient les FS ALn 56, développés à partir de 1936, lorsque l'évolution constante du trafic voyageur mis en évidence l'obligation de proposer plus de places aux voyageurs. Les autorails ALn 56 n'étant pas couplables entre eux, la direction des FS commanda aux deux principaux constructeurs italiens de nouvelles unités pour pallier cet inconvénient. Les autorails de la série ALn 556 sont, à la base, des autorails ALn 56 couplables, portant la codification normalisée des FS avec le doublement du premier numéro de la série. La nouvelle série a été mise en service en 1937 et les italiens, qui ont toujours loué son confort, ont continué à la surnommer Littorina étant semblable à son aînée.
Les ALn 556 furent construites en 3 séries pour les FS qui comportaient quelques différences, la première de 1200 à 1299, la deuxième de 1300 à 1392 et la troisième de 1393 à 1400.

### Les ALn 556.1300/1400FIAT
La deuxième série d'autorails FS ALn 556.1300 Fiat reprend exactement la même caisse que la première série, seule la motorisation évolue. Le moteur Fiat 355-C à injection directe développant 75 Ch DIN à 1.700 tr/min avec un taux de compression de 13,75:1 est remplacé par le moteur Fiat 356-C à injection indirecte de 18 litres de cylindrée, développant 118 Ch DIN (85 kW) avec un taux de compression 17:1.

Ce modèle a été également commandé par sept compagnies privées italiennes de chemin de fer avec des lignes régionales en concession, et également étrangères. Elles ont toutes des livrées aux couleurs plus gaies que le marron normalisé des FS de l'époque.

Une petite série de 8 unités constitue la troisième série des ALn 556.1400 Fiat. Elle se distingue par son aménagement intérieur qui voit la création d'un important compartiment bagages et fourgon postal. Le nombre de places était alors réduit à 20 dans le compartiment voyageurs. Ces voitures ont été transformées pour une utilisation uniquement voyageurs en 1955.

### Les ALn 556.2200BREDA
Comme ce fut le cas avec la série FS ALn 56, les FS Ferrovie dello Stato commandèrent un lot de 100 autorails ALn 556 de 56 places au constructeur Breda C.F. de Milan. Les autorails étaient assez différents du modèle Fiat, leurs dimensions et la motorisation Breda D17 à injection indirecte développant 118 kW à 1 800 tr/min.
L'immatriculation des unités comportait le numéro "2", réservé au constructeur Breda soit ALn 2201 à 2340.
Ces autorails furent utilisées jusqu'au tout début des années 1980 sur des lignes locales.
Cette série a servi de base aux 3 exemplaires de l'autorail FNM Md. 520 construit pour la compagnie privée Ferrovie Nord Milano.

## Unités FS ALn 556 conservées
- FS ALn.556.1202 Fiat - Autorail restauré et conservé au Musée national ferroviaire de Pietrarsa dans sa livrée d'origine,
- FS ALn 556.2312 Breda - autorail restauré et conservé au Musée national ferroviaire de Pietrarsa dans sa livrée d'origine,
- FS ALn 556.2331 Breda - autorail restauré et conservé au Musée ferroviaire FS de Trieste Campo Marzio. Autorail en parfait état de marche qui est très souvent utilisé lors des expositions ferroviaires itinérantes.

## Les ALn 556 sur les autres réseaux

### Les ALn 556 des FSF - Ferrovia Suzzara–Ferrara
La compagnie ferroviaire privée "Ferrovia Suzzara–Ferrara S.A." qui a construit la ligne longue de 88 km reliant les deux capitales de province a été créée en 1888. Elle en a eu la concession jusqu'en 1985, date à laquelle toutes les sociétés concessionnaires en Italie sont passées sous tutelle publique. Depuis 1995, cette ligne régionale est gérée par la Région Emilie-Romagne à travers Ferrovie Emilia Romagna.
En 1971, la société "Ferrovia Suzzara–Ferrara - FSF", doit renouveler son parc d'autorail et achète à la compagnie publique nationale italienne, FS cinq autorails de la série ALn 556 Fiat, les 1230, 1236, 1277, 1289 et 1292. La livrée restera celle d'origine des FS, seules les inscriptions sur les flancs verront le logo "FS" remplacé par "FSF".
Ces autorails seront radiés à l'automne 1980 et mis en dépôt. Trente cinq ans plus tard, en 2015, deux unités ont été cédées à la Fondation FS qui a engagé un processus de restauration complet pour les utiliser à des fins touristiques.

### Les ALn 556 en Yougoslavie
Alors que le 25 mars 1941, le gouvernement yougoslave avait signé son adhésion au Pacte tripartite c'est-à-dire l'Axe Rome-Berlin-Tokyo, dans la nuit du 26 au 27 mars 1941, un groupe de militaires serbes opposés à ce ralliement, organise un coup d'État et prend le pouvoir en Yougoslavie et se range aux côtés des alliés de la Grande Bretagne. Le lendemain 27 mars, les armées fascistes italiennes et nazies allemandes lancent immédiatement l'opération Invasion de la Yougoslavie. Le 15 avril 1941, les putschistes avec le roi Pierre II et le général Simović abandonnent le pays et se réfugient en Palestine. L'armistice est signé le 17 avril par le général Danilo Kalafatović,.
L'ancien Royaume de Yougoslavie est alors divisé. Le royaume de Croatie est créé, le reste est réparti entre les vainqueurs, Allemagne, Italie et Hongrie. L'Italie récupère la moitié sud de la Slovénie, la moitié nord de la Banovine de Croatie, une grande partie de la Dalmatie, les Bouches de Kotor et le Monténégro. Cette configuration restera opérationnelle jusqu'au 29 novembre 1945 avec la fin de la guerre et la constitution de la République Fédérale de Yougoslavie. 
Dans les territoires occupés par l'Italie de Mussolini, les transports ferroviaires ont été gérés sous la direction de la compagnie nationale italienne qui a fourni beaucoup de matériel et notamment nombre d'autorails ALn 556 qui sont restés sur place à la fin de la guerre. La compagnie nationale yougoslave "JDŽ" les intégra dans son parc sous la référence groupe JDŽ 713. Aucune indication ne figure dans les archives des deux pays sur le nombre exact d'unités récupérées. Les quelques rares photographies montrent des modèles de fabrication Fiat série 1200. Ces autorails ont été repeints en bleu, conformément aux livrées des JDŽ de l'époque qui a par ailleurs acheté d'autres exemplaires d'occasion aux FS et à la compagnie privée italienne FVO (Ferrovia Valle Orba ligne Novi-Ovada), dans les années 1950/60.